# Límit de Hayashi

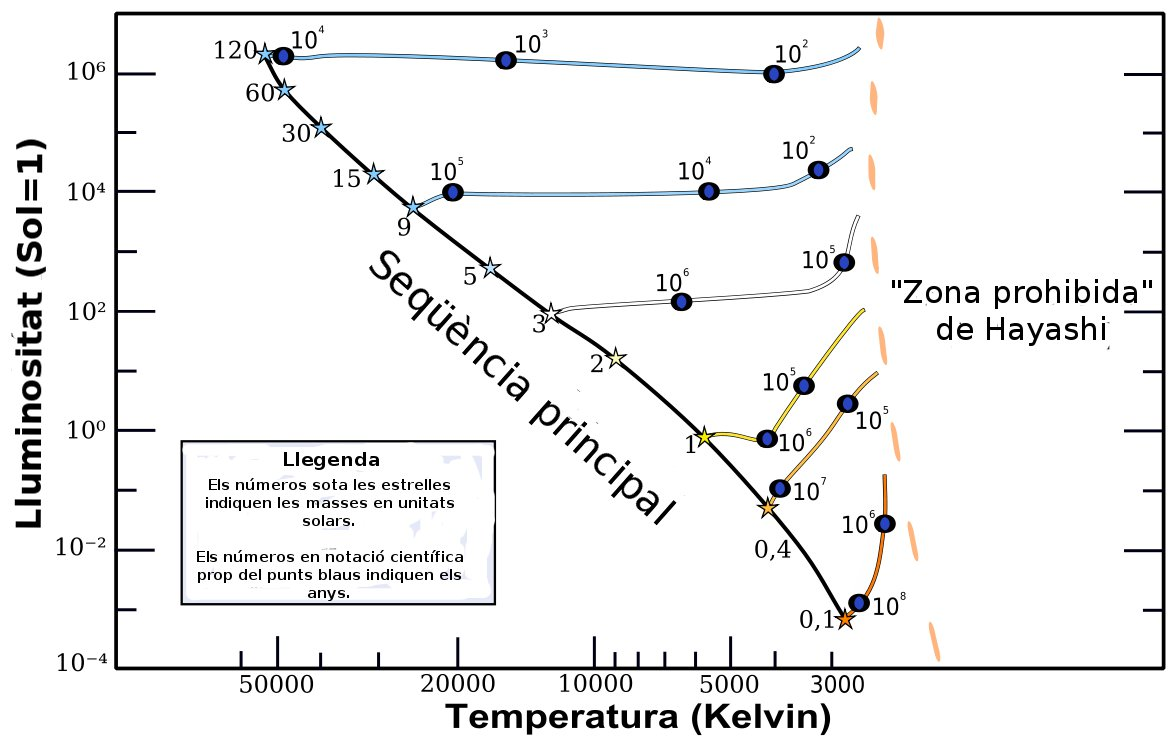
Les pistes de Hayashi de les estrelles de massa diferent:resaltant la "regió prohibida" de Hayashi.

El límit d Hayashi és un concepte astrofísic, aplicat per Chushiro Hayashi sobretot a les estrelles, que defineix una limitació del radi per a una massa donada: una estrella que es troba en un estadi perfecte d'equilibri hidroestàtic; condició en la qual la força de gravetat és contrarestada per la pressió de radiació del plasma; no pot excedir el radi imposat pel límit Hayashi. Aquest concepte té importants implicacions en l'evolució estel·lar, principalment en la fase que precedeix i que segueix a la Seqüència principal, o períodes on l'equilibri hidroestàtic s'afebleix.
En el diagrama de Hertzsprung-Russell, el límit de Hayashi forma una linea quasi vertical prop dels 3500 K. Les estrelles de temperatura fotosfèrica més baixa, situada darrere d'aquest línia, tenen un interior completament convectiu; els models formulats per l'estructura d'aquestes estrelles encara no consideren una solució per les estrelles en equilibri que es troben a la dreta d'aquesta línia, i que posseeixen temperatures superficials encara més baixes. Per aquesta raó, les estrelles es veuen obligades a quedar a l'esquerra d'aquest límit durant tot el període en què es troben en equilibri hidroestàtic, mentre la regió de la dreta constitueix una mena de zona prohibida. El límit de Hayashi també obliga les gegants vermelles a no superar, durant la seva fase d'expansió, un cert límit, característic d'aquella massa.
No obstant això, hi ha excepcions al límit Hayashi: les protoestrelles, així com les estrelles amb camps magnètics, que interfereixen amb el transport intern d'energia mitjançant convecció.